# Rotunde-Quadrille
Rotunde-Quadrille (Quadrille de la Rotonde) est un quadrille de Johann Strauss II (opus 360). L'oeuvre est jouée pour la première fois en mai 1873 au Prater de Vienne.

## Histoire
Le quadrille est composé sur la base de motifs de l'opérette Der Karnaval in Rom, créé en 1873. Le quadrille est créé à l'occasion de l'Exposition universelle de Vienne de 1873. La rotonde homonyme est un bâtiment en forme de dôme situé sur le terrain d'exposition. La date exacte de la première n'est pas connue. Rotunde-Quadrille est créé par l'orchestre de Julius Langenbach d'Elberfeld, sous la direction du compositeur. L'œuvre est dédiée à Wilhelm von Schwarz-Senborn (de), l'organisateur de l'exposition universelle.

## Durée
Sa durée d'exécution est d'environ 5 minutes et 50 secondes. Elle peut varier légèrement selon l'interprétation musicale du chef d'orchestre.

## Interprétation notable
En 2017, la pièce est jouée lors du célèbre concert du nouvel an à Vienne, sous la direction de Gustavo Dudamel.